# Potorous
Potorous Desmarest, 1804 è un genere di marsupiali della famiglia dei Potoroidi; comprende i cosiddetti potori.

## Classificazione
- SOTTORDINE Macropodiformes
  - Famiglia Potoroidae
    - Sottofamiglia Potoroinae
      - Genere Potorous
        - Potoroo di Gilbert, Potorous gilbertii
        - Potoroo dai piedi lunghi, Potorous longipes
        - Potoroo dalla faccia larga, Potorous platyops †
        - Potoroo dal naso lungo, Potorous tridactylus